# Condylostylus dentaticauda
Condylostylus dentaticauda är en tvåvingeart som beskrevs av Van Duzee 1933. Condylostylus dentaticauda ingår i släktet Condylostylus och familjen styltflugor. Inga underarter finns listade i Catalogue of Life.